# Gliese 581g
Gliese 581g /ˈɡliːzə/, là một hành tinh ngoài Hệ Mặt Trời chưa được xác nhận (và thường gây tranh cãi) được tuyên bố là quay trong hệ hành tinh Gliese 581, nằm ở chòm sao Thiên Xứng, cách Trái Đất 20,5 năm ánh sáng (1,94×1014 km). Nó là hành tinh thứ 6 được phát hiện trong hệ sao Gliese 581 và là hành tinh thứ 4 tính từ ngôi sao.

## Khám phá
Gliese 581g được phát hiện trong quá trình quan sát ngôi sao lùn đỏ Gliese 581 thuộc dự án nghiên cứu Hành tinh ngoại hệ Lick-Carnegie. Sau gần 10 năm quan sát, vào cuối tháng 9 năm 2010, các nhà thiên văn loan báo khẳng định sự có mặt của hành tinh này.

## Đặc điểm vật lý

### Khối lượng và trọng lượng

Hình vẽ quỹ đạo của các hành tinh quay quanh gliese 581

Gliese 581g có khối lượng gấp 3-4 lần Trái Đất, cho thấy nó có thể có nhiều đá và đủ trọng lực để giữ bầu khí quyển. Trọng lực trên bề mặt của Gliese 581g có thể ngang bằng hoặc cao hơn chút ít so với Trái Đất, do đó, con người hoàn toàn có thể đi lại dễ dàng. Như vậy, Gliese 581g đã hội đủ hai yếu tố quan trọng là nước và bầu khí quyển giúp duy trì sự sống trên hành tinh 
Nếu Gliese 581g chứa đá giống Trái Đất, đường kính của nó sẽ gấp từ 1,2 tới 1,4 lần Trái Đất. Lực hút bề mặt của nó có thể tương đương hoặc lớn hơn một chút so với Địa Cầu nên con người có thể đứng thẳng và bước dễ dàng trên đó. Nếu khối lượng của nó gấp 3 lần Trái Đất thì ta nặng gấp 3 lần nhưng bán kính của nó dài gấp 1,2 nên ta nặng gấp 1,2 lần, dù vậy cần kết quả chỉ chắc chắn khi các nhà khoa học đến nơi đo đạc

### Bề mặt
Chưa rõ về bề mặt của gliese 581 g, thậm chí người ta còn chưa rõ có nước, đất trên đó không. Tuy nhiên vẫn nhiều khả năng có nước và đất trên đó

### Quỹ đạo và vận tốc quay
Gliese 581g chỉ xoay quanh ngôi sao lùn đỏ trong gần 37 ngày. Hành tinh mới được phát hiện có một mặt luôn quay về phía ngôi sao chủ của nó, vì vậy mặt này luôn tràn ngập trong ánh sáng, còn mặt kia luôn chìm trong bóng tối. Nhiệt độ bề mặt của hành tinh giảm dần khi đi về phía mặt tối, và tăng dần khi đi về phía sáng. Do vậy, các nhà khoa học đánh giá phần con người có thể ở được là giữa đường sáng và tối.  

### Khí hậu
Các nhà nghiên cứu ước tính nhiệt độ trung bình trên hành tinh vào khoảng từ -31 đến -12 độ C. Tuy nhiên, nhiệt độ thực cũng có thể đi từ "nóng kinh hoàng trên mặt quay về phía ngôi sao tới băng giá ở mặt tối.
| So sánh Nhiệt độ              | Sao Kim             | Trái Đất             | Gliese 581g                                         | Sao Hỏa               |
| Nhiệt độ cân bằng toàn cầu    | 307 K 34 °C 93 °F   | 255 K −18 °C −0.4 °F | 209 K tới 228 K −64 °C tới −45 °C −83 °F tới −49 °F | 206 K −67 °C −88.6 °F |
| + Hiệu ứng KNK của Sao Kim    | 737 K 464 °C 867 °F |                      |                                                     |                       |
| + Hiệu ứng KNK của Trái Đất   |                     | 288 K 15 °C 59 °F    | 236 K tới 261 K −37 °C tới −12 °C −35 °F to 10 °F   |                       |
| + Hiệu ứng KNK của Sao Hỏa    |                     |                      |                                                     | 210 K −63 °C −81 °F   |
| Khóa thủy triều               | Gần có              | Không có             | Có khả năng                                         | Không có              |
| Suất phản chiếu Bond toàn cầu | 0.9                 | 0.29                 | 0.5 tới 0.3                                         | 0.25                  |
| Tham khảo                     |                     |                      |                                                     |                       |

## Khả năng về sự sống

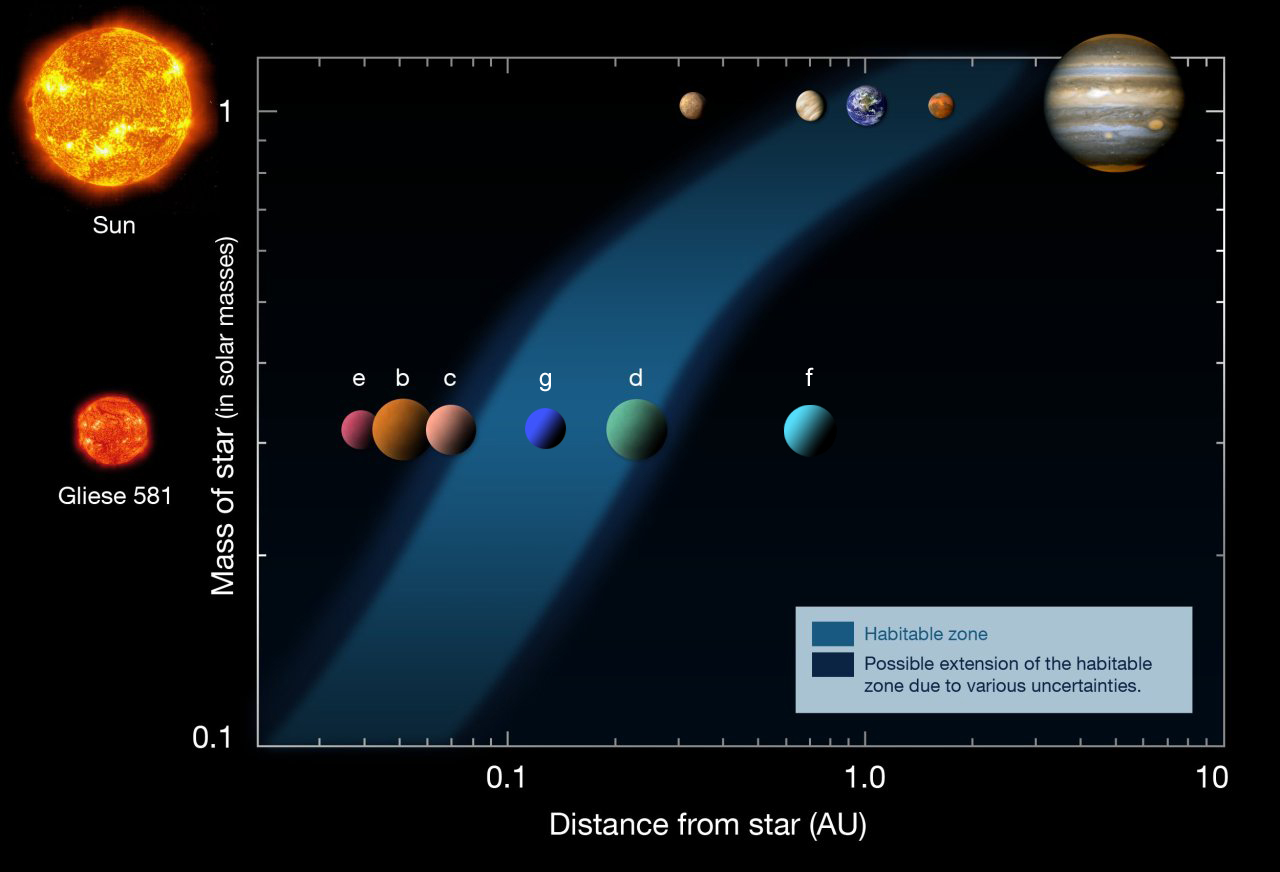
Hình vẽ nơi ở được của Gliese 581

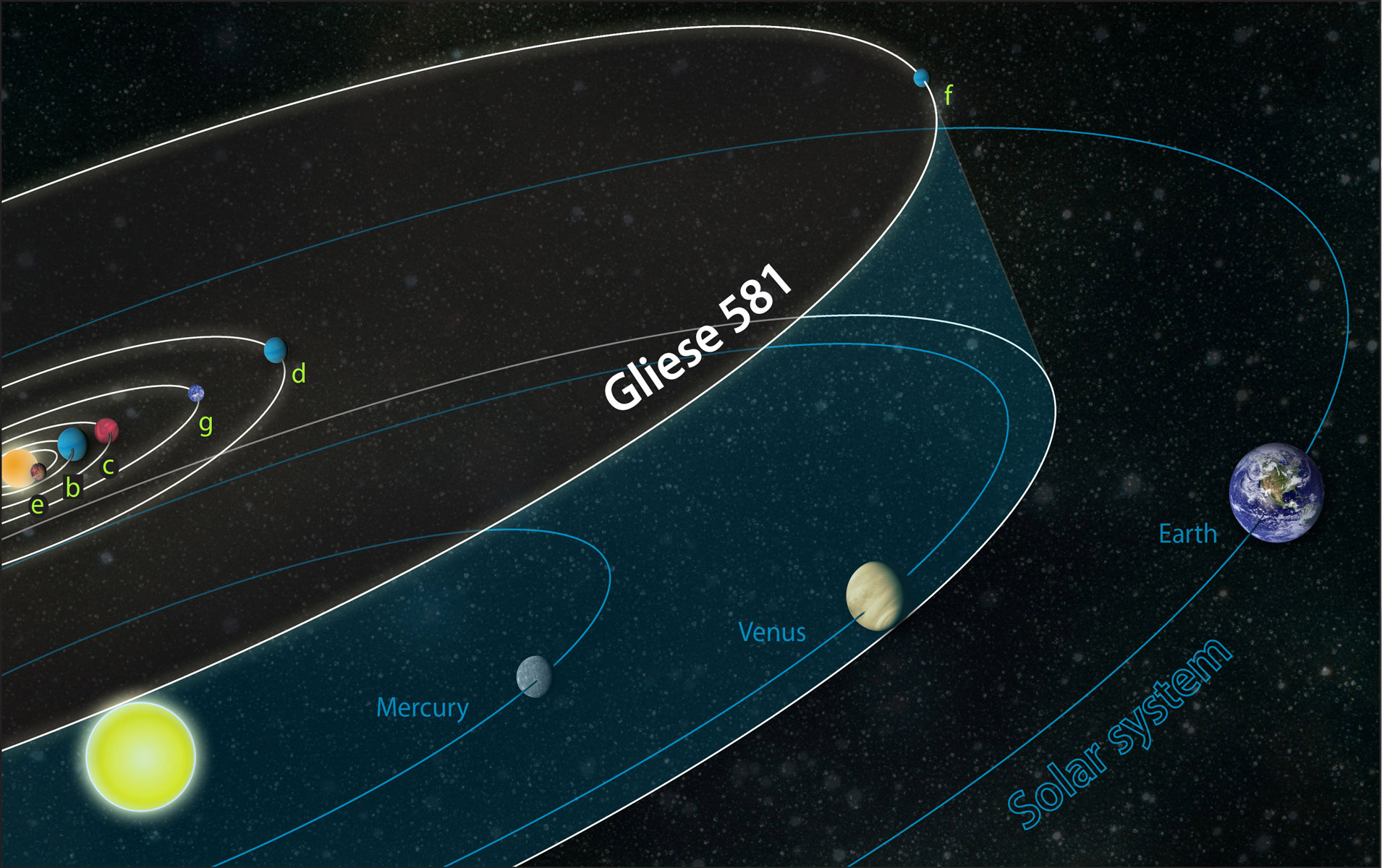
Hình ảnh của Quỹ Khoa học Quốc gia (NSF) so sánh hệ Mặt Trời của chúng ta với hệ Gliese 581, hành tinh f nằm ngay bên ngoài quỹ đạo của Sao Kim

Gliese 581 g có nhiệt độ vừa phải nên các nhà khoa học rất tin tưởng về sự sống dù chưa có bằng chứng. Nhưng 1 mặt của nó lại bị khoá chặt với ngôi sao. Vì vậy, phần sinh vật có thể sống được là rìa phân chia sáng tối.
Chưa có bằng chứng rõ ràng để khẳng định hành tinh 581g có sự sống, nhưng những phát hiện vừa qua cũng đủ để khiến cả nhân loại phập phồng. 
"Đây là bước tiến quan trọng trong sứ mệnh tìm kiếm sự sống trong vũ trụ. Khám phá này thật tuyệt dù vẫn còn khối thắc mắc cần giải tỏa", chuyên gia Michel Mayor thuộc Đại học Geneva (Thụy Sĩ), một thành viên của nhóm 11 nhà khoa học châu Âu đã tìm ra 581g, phấn khích. 
Alan Boss, chuyên gia hàng đầu của Viện Carnegie (Mỹ), có chung nhận xét: "Khám phá này là một bước đột phá đáng ghi nhận". Lâu nay, Viện Carnegie là đối thủ cạnh tranh với châu Âu trong cuộc đua tìm kiếm sự sống trong vũ trụ. Lời khen của người Mỹ, vì thế, cho thấy phát hiện mới của người châu Âu đáng chú ý tới mức nào.
Trước đây, trong nỗ lực tìm kiếm sự sống ngoài Trái Đất, các chuyên gia tập trung "ống ngắm" chủ yếu vào Sao Hỏa. Khi vươn ra khoảng vũ trụ bên ngoài Thái Dương hệ, người ta đã phát hiện 220 hành tinh, nhưng hầu hết đều không có những điều kiện cơ bản cho phép sự sống tồn tại. Chúng hoặc quá nóng, quá lạnh, quá lớn hoặc ở dạng khí. Chỉ đến khi hành tinh 581g được phát hiện thì hy vọng mới mở ra. 
"Chưa thể khẳng định rằng có sự sống ở đó, nhưng có thể nói rằng đó là một hành tinh giống Trái Đất với những yếu tố chứa đựng tiềm năng về sự sống", chuyên gia Chris McKay của NASA nhận xét.
Dù khấp khởi hy vọng nhưng vẫn còn quá nhiều điều chưa rõ ràng. Mỗi vòng quay của 581g quanh sao lùn đỏ Gliese 581 mất 26 ngày nhưng dường như 581g không  tự quay quanh trục của nó như Trái Đất hay không. Nếu không quay quanh trục, có nghĩa là một mặt của 581gluôn được chiếu sáng còn mặt kia lại luôn tối. Mặt khác, nếu khí quyển bao quanh 581 g quá đặc thì nhiệt độ hành tinh này sẽ rất lớn, khó thích hợp để sự sống tồn tại.
Một câu hỏi được đặt ra là liệu chúng ta có thể dùng tàu vũ trụ để bay tới hành tinh 581g hay không. Câu trả lời là: không thể. Hành tinh này nằm cách Trái Đất khoảng 20,5 năm ánh sáng (tương đương gần 200 ngàn tỉ km). Giả sử chúng ta có tàu vũ trụ bay với vận tốc 100 ngàn km/giờ thì cũng phải mất 2 tỉ giờ (khoảng 228 ngàn năm) mới tới nơi. Loài người chưa chế được thiết bị bay với vận tốc 100 ngàn km/giờ và đời người cũng không thể dài tới... 228 ngàn năm